# Chicago P.D. (5.ª temporada)
A quinta temporada da série de televisão dramática estadounidense Chicago P.D. foi encomendada em 10 de maio de 2017 pela NBC, estreou em 27 de setembro de 2017 e foi concluída em 9 de maio de 2018, contando com 22 episódios. A temporada foi produzida pela Universal Television em associação com a Wolf Entertainment, com Dick Wolf, Matt Olmstead e Derek Haas como produtores executivos. A temporada foi ao ar na temporada de transmissão de 2017-18 às noites de quarta-feira às 22h00, horário do leste dos EUA.
Essa é primeira temporada a não contar com Sophia Bush como Detetive Erin Lindsay desde sua introdução, na primeira temporada. É também a última temporada a contar com Elias Koteas como Detetive Alvin Olinsky bem como a primeira a ter Tracy Spiridakos como Detetive Hailey Upton.
A quinta temporada estrela Jason Beghe como Sargento Henry "Hank" Voight, Jon Seda como Detetive Antonio Dawson, Jesse Lee Soffer como Detetive Jay Halstead, Tracy Spiridakos como Detetive Hailey Upton, Patrick John Flueger como Oficial Adam Ruzek, Marina Squerciati como Oficial Kim Burgess, LaRoyce Hawkins como Oficial Kevin Atwater, Amy Morton como Sargento Trudy Platt e Elias Koteas como Detetive Alvin Olinsky.
A temporada terminou com uma audiência média de de 10.32 milhões de telespectadores e ficou classificada em 24.º lugar na audiência total e classificada em 21.º no grupo demográfico de 18 a 49 anos.

## Elenco e personagens

### Principal
- Jason Beghe como Sargento Henry "Hank" Voight
- Jon Seda como Detetive Antonio Dawson
- Jesse Lee Soffer como Detetive Jay Halstead
- Tracy Spiridakos como Detetive Hailey Upton
- Patrick John Flueger como Oficial Adam Ruzek
- Marina Squerciati como Oficial Kim Burgess
- LaRoyce Hawkins como Detetive Kevin Atwater
- Amy Morton como Sargento Trudy Platt
- Elias Koteas como Detetive Alvin Olinsky

### Recorrente
- Mykelti Williamson como Tenente Denny Woods
- Esai Morales como Chefe Lugo
- Chris Agos como Procurador do Estado Adjunto Steve Kot
- Wendell Pierce como Alderman Ray Price
- Anabelle Acosta como Camila Vega
- John Pankow como Juiz Tommy Wells
- Michael McGrady como Procurador do Estado Adjunto James Osha

### Crossover
- Jesse Spencer como Capitão Matthew Casey (De Chicago Fire)
- Taylor Kinney como Tenente Kelly Severide (De Chicago Fire)
- Monica Raymund como Paramédica Gabriela Dawson (De Chicago Fire)
- Eamonn Walker como Chefe Wallace Boden (De Chicago Fire)
- David Eigenberg como Bombeiro Christopher Herrmann (De Chicago Fire)
- Christian Stolte como Bombeiro Randy "Mouch" McHolland (De Chicago Fire)
- Kara Killmer como Paramédica Sylvie Brett (De Chicago Fire)
- Joe Minoso como Bombeiro Joe Cruz (De Chicago Fire)
- Nick Gehlfuss como Dr. Will Halstead (De Chicago Med)
- Yaya DaCosta como April Sexton (De Chicago Med)
- Monica Barbaro como Procuradora do Estado Adjunta Anna Valdez (De Chicago Justice)

## Episódios
| N.º na série | N.º na temp. | Título                   | Dirigido por   | Escrito por                                                          | Exibição original       | Audiência (milhões) |
| --- | ------------ | ------------------------ | -------------- | -------------------------------------------------------------------- | ----------------------- | ------------------- |
| 85 | 1            | "Reform"                 | Eriq La Salle  | Rick Eid                                                             | 27 de setembro de 2017  | 6.11                |
| Halstead, que fez parceria com a nova integrante da equipe Hailey Upton, tem que lidar com a saída de Erin Lindsay e a notícia de que ela não retornará. Burgess retorna de sua licença e a unidade de Inteligência investiga uma crescente guerra de gangues que acaba envolvendo a morte acidental de uma criança, pela qual Halstead é culpado. Sob pressão de seu ex-sócio que virou auditor independente, o tenente Denny Woods, Voight procura a ajuda de Antonio Dawson e depois de encerrar o caso, mais tarde pede que ele volte para a Inteligência em tempo integral. |              |                          |                |                                                                      |                         |                     |
| 86 | 2            | "The Thing About Heroes" | Rohn Schmidt   | John Dove                                                            | 4 de outubro de 2017    | 6.19                |
| A unidade de inteligência se une ao FBI depois que uma bomba mortal explode durante um festival anual de rua. O caso se torna pessoal para Burgess quando um oficial que ela ajudou a treinar desaparece após a explosão e evidências que o ligam à bomba e a um grupo terrorista se acumulam. Desesperada para provar a inocência de seu amigo, Burgess vai contra Voight e a investigação para se aprofundar por conta própria e descobre que seu amigo estava executando sua própria operação secreta no grupo terrorista.                                                    |              |                          |                |                                                                      |                         |                     |
| 87 | 3            | "Promise"                | John Whitesell | Timothy J. Sexton                                                    | 11 de outubro de 2017   | 6.07                |
| Com Dawson de volta à Inteligência, ele assume um caso que envolve o assassinato brutal de uma jovem latina suspeita de ser uma mula de drogas. Dawson mais tarde começa a enfrentar obstáculos quando tem dificuldade em encontrar testemunhas fortes. |              |                          |                |                                                                      |                         |                     |
| 88 | 4            | "Snitch"                 | Terry Miller   | História por : Rick Eid & Gavin Harris Roteiro por : Rick Eid        | 18 de outubro de 2017   | 5.79                |
| A unidade de inteligência investiga uma série de assassinatos que tem uma conexão pessoal com Atwater, pois seu irmão mais novo pode estar envolvido. Enquanto isso, Upton questiona as ações de Ruzek após uma briga com um suspeito. Além disso, Voight suspeita que Dawson possa estar informando as pessoas erradas, pois suas testemunhas oculares dos assassinatos aparecem mortas. |              |                          |                |                                                                      |                         |                     |
| 89 | 5            | "Home"                   | Eriq La Salle  | Sharon Lee Watson                                                    | 25 de outubro de 2017   | 6.16                |
| Quando a Inteligência prende um laboratório de metanfetamina dirigido pelo líder de gangue Marshall Carter, eles descobrem um esquema de re-homing em que crianças adotadas de países estrangeiros são abandonadas e depois vendidas online. Enquanto isso, Atwater luta com a difícil decisão de mudar seus irmãos Jordan e Vinessa para um ambiente mais seguro fora de Chicago. |              |                          |                |                                                                      |                         |                     |
| 90 | 6            | "Fallen"                 | Nick Gomez     | Gavin Harris                                                         | 8 de novembro de 2017   | 5.16                |
| Upton é forçada a trabalhar com um detetive com quem ela tem um passado conturbado para resolver um homicídio múltiplo. O detetive mais tarde aparece morto e o caso toma um rumo dramático. |              |                          |                |                                                                      |                         |                     |
| 91 | 7            | "Care Under Fire"        | Lily Mariye    | Gwen Sigan                                                           | 15 de novembro de 2017  | 6.39                |
| Halstead se disfarça para impedir uma equipe de sequestro ex-militar de matar uma criança inocente. |              |                          |                |                                                                      |                         |                     |
| 92 | 8            | "Politics"               | Mark Tinker    | Kinan Copen                                                          | 29 de novembro de 2017  | 6.95                |
| A unidade de Inteligência investiga o assassinato de uma jovem e um poderoso congressista encontrado inconsciente com ela em seu quarto de hotel. Voight começa a pensar que pode ter sido armado. Enquanto isso, Burgess começa a ver um novo cara, um promotor, no entanto, as coisas ficam complicadas rapidamente quando ele se envolve no caso. |              |                          |                |                                                                      |                         |                     |
| 93 | 9            | "Monster"                | Valerie Weiss  | Timothy J. Sexton                                                    | 6 de dezembro de 2017   | 6.52                |
| A unidade de inteligência investiga uma série de overdoses de opiáceos, uma das vítimas é filha de um respeitado juiz de Chicago. As mortes levam a uma epidemia quando se espalha em bairros familiares. Enquanto isso, Ruzek continua sendo chantageado pelo tenente Woods para encontrar sujeira em Voight para derrubá-lo. |              |                          |                |                                                                      |                         |                     |
| 94 | 10           | "Rabbit Hole"            | Carl Seaton    | Rick Eid & Gwen Sigan                                                | 3 de janeiro de 2018    | 6.78                |
| A relação entre Halstead e sua nova namorada Camila toma um rumo dramático quando ele involuntariamente se mete no meio de uma operação de drogas e um assassinato de um agente disfarçado da DEA. Mais tarde, ele descobre que Camila é uma pessoa de interesse e com Camila pensando que Halstead é outra pessoa, ele teme revelar sua verdadeira identidade. Enquanto isso, Voight descobre que Ruzek é uma toupeira, mas para surpresa de Ruzek, trabalha com ele para derrubar Woods.                                                                                       |              |                          |                |                                                                      |                         |                     |
| 95 | 11           | "Confidential"           | Mark Tinker    | Rick Eid & Sharon Lee Watson                                         | 10 de janeiro de 2018   | 6.86                |
| Voight restringe Halstead ao serviço de escritório e ordena que ele vá a um psicólogo. O informante confidencial de Burgess revela um possível assassinato que Burgess desconta, mas Upton persegue, revelando um cadáver que acaba levando a uma rede de prostituição. Upton e Burgess discutem sobre como lidar com informantes confidenciais. Encerrando o caso estressante, Burgess se volta para seu ex-amante Ruzek. |              |                          |                |                                                                      |                         |                     |
| 96 | 12           | "Captive"                | Eriq La Salle  | Gavin Harris                                                         | 17 de janeiro de 2018   | 6.66                |
| Atwater é sequestrado enquanto visitava um ex-criminoso, cujo filho ele foi forçado a atirar em legítima defesa quando era policial de patrulha, e depois é forçado a tomar uma decisão impossível quando é acusado de roubar drogas. Enquanto isso, a Unidade de Inteligência começa a rastrear desesperadamente o paradeiro de Atwater. |              |                          |                |                                                                      |                         |                     |
| 97 | 13           | "Chasing Monsters"       | Terry Miller   | John Dove                                                            | 31 de janeiro de 2018   | 6.72                |
| O esquadrão trabalha com um detetive visitante para acabar com as táticas viciosas de uma gangue. No entanto, Burgess e Antonio descobrem que o detetive visitante está escondendo um segredo. Enquanto isso, um corpo é encontrado e o tenente Woods está convencido de que Voight é quem o enterrou. |              |                          |                |                                                                      |                         |                     |
| 98 | 14           | "Anthem"                 | John Hyams     | Timothy J. Sexton                                                    | 7 de fevereiro de 2018  | 7.25                |
| Voight e Woods colocam suas diferenças de lado quando um adolescente afro-americano é assassinado em uma manifestação contra a polícia depois de se ajoelhar em protesto. As coisas ficam complicadas quando a própria filha de Woods, Brianna, está envolvida junto com seu namorado. |              |                          |                |                                                                      |                         |                     |
| 99 | 15           | "Sisterhood"             | Rohn Schmidt   | Rick Eid & Katherine Visconti                                        | 28 de fevereiro de 2018 | 6.09                |
| Depois que o corpo de uma vítima de estupro aparece, a unidade de Inteligência descobre os autores do crime mortos e castrados. A investigação obriga a equipe a trabalhar com gangues de rua para solucionar os assassinatos. Enquanto isso, o caso lembra Burgess da violência sexual que sua irmã sofreu e a deixa questionando se a justiça foi realmente feita aos homens responsáveis. |              |                          |                |                                                                      |                         |                     |
| 100 | 16           | "Profiles"               | Eriq La Salle  | Gwen Sigan                                                           | 7 de março de 2018      | 6.62                |
| Um bombardeio em um estúdio de TV onde a sargento Platt está sendo entrevistada é transmitido ao vivo. A unidade de Inteligência investiga e descobre que este homem-bomba tem como alvo membros da mídia. Voight vai ao quartel 51 para ajudar na investigação. Enquanto isso, Dawson descobre que sua filha tem duas contas de mídia social e mentiu sobre isso. Esse episódio começa um crossover com Chicago Fire que se conclui em "Hiding Not Seeking." |              |                          |                |                                                                      |                         |                     |
| 101 | 17           | "Breaking Point"         | Terry Miller   | Sharon Lee Watson                                                    | 14 de março de 2018     | 6.54                |
| A unidade de Inteligência investiga o assassinato de um rico e proeminente vereador negro e seu filho que tentaram mudar seu antigo bairro, apenas para serem pegos em um violento escândalo de heroína. Enquanto isso, Olinsky recebe um ultimato de Woods após ser acusado de um crime quando seu DNA foi encontrado em um corpo. |              |                          |                |                                                                      |                         |                     |
| 102 | 18           | "Ghosts"                 | Nick Gomez     | Gavin Harris                                                         | 21 de março de 2018     | 6.92                |
| A unidade de Inteligência investiga um traficante de metanfetamina que Upton conhece. Enquanto isso, Voight pede um favor para ajudar Olinsky. |              |                          |                |                                                                      |                         |                     |
| 103 | 19           | "Payback"                | Nicole Rubio   | História por : John Dove Roteiro por : John Dove & Timothy J. Sexton | 11 de abril de 2018     | 5.89                |
| A Unidade investiga uma série de assaltos a casas. Enquanto isso, Voight procura provas e uma testemunha para exonerar Olinsky. |              |                          |                |                                                                      |                         |                     |
| 104 | 20           | "Saved"                  | Paul McCrane   | Gwen Sigan                                                           | 18 de abril de 2018     | 6.62                |
| Voight testemunha uma jovem que tem conexões com seu passado sendo sequestrada em plena luz do dia. A inteligência procura conexões com o sequestro que possam ajudar a encontrar os responsáveis por vários assaltos a bancos. Enquanto isso, Ruzek fica sabendo que eles estão selecionando um grande júri para o julgamento de Olinsky. |              |                          |                |                                                                      |                         |                     |
| 105 | 21           | "Allegiance"             | Carl Seaton    | Rick Eid & Timothy J. Sexton                                         | 2 de maio de 2018       | 6.06                |
| Voight tenta uma tentativa de última hora para exonerar Olinsky depois que ele é preso e acusado pelo assassinato. Enquanto isso, Halstead e Atwater se disfarçam para impedir que a produção de armas militares de alta qualidade chegue às ruas. |              |                          |                |                                                                      |                         |                     |
| 106 | 22           | "Homecoming"             | Eriq La Salle  | Rick Eid & Timothy J. Sexton                                         | 9 de maio de 2018       | 6.34                |
| A tensão na equipe atinge um nível nunca antes visto quando um deles é esfaqueado. A lealdade está sendo posta à prova para cada um deles à medida que a pressão deste caso os atinge. Enquanto isso, Woods tenta derrubar Voight de uma vez por todas. |              |                          |                |                                                                      |                         |                     |

## Produção

### Casting
Em 25 de maio de 2017, foi anunciado que Sophia Bush estaria deixando a série, enquanto Jon Seda foi definido para retornar após o cancelamento de Chicago Justice. Depois de ser recorrente na temporada passada como Detetive Hailey Upton, Tracy Spiridakos foi promovida a um personagem regular para esta temporada. Mykelti Williamson reprisa seu papel de tenente Denny Woods em um papel recorrente, e Wendell Pierce se junta ao elenco como Alderman Ray Price, em um papel recorrente. Wil Traval estrela como o sargento McGrady, que compartilha uma história com Upton. Anabelle Acosta se juntou ao elenco no papel recorrente de Camila, e começou a aparecer a partir do episódio 7, enquanto Zach Appelman fez sua estreia como namorado de Burgess e promotor federal, Matt Miller a partir do episódio 8.

## Recepção

### Audiência
| №  | Título                   | Exibição original       | Rating/share (18–49) | Audiência (em milhões) | DVR (18–49) | Audiência em DVR (milhões) | Total (18–49) | Audiência total (em milhões) |
| -- | ------------------------ | ----------------------- | -------------------- | ---------------------- | ----------- | -------------------------- | ------------- | ---------------------------- |
| 1  | "Reform"                 | 27 de setembro de 2017  | 1.3/5                | 6.11                   | 1.0         | 4.05                       | 2.3           | 10.16                        |
| 2  | "The Thing About Heroes" | 4 de outubro de 2017    | 1.2/5                | 6.19                   | 1.1         | 3.95                       | 2.3           | 10.14                        |
| 3  | "Promise"                | 11 de outubro de 2017   | 1.2/5                | 6.07                   | 1.0         | 4.14                       | 2.2           | 10.21                        |
| 4  | "Snitch"                 | 18 de outubro de 2017   | 1.1/4                | 5.79                   | 1.1         | 4.30                       | 2.2           | 10.08                        |
| 5  | "Home"                   | 25 de outubro de 2017   | 1.1/4                | 6.16                   | 1.1         | 4.06                       | 2.1           | 10.22                        |
| 6  | "Fallen"                 | 8 de novembro de 2017   | 0.9/3                | 5.16                   | 1.1         | 4.12                       | 2.0           | 9.29                         |
| 7  | "Care Under Fire"        | 15 de novembro de 2017  | 1.2/5                | 6.39                   | 1.0         | 3.95                       | 2.2           | 10.34                        |
| 8  | "Politics"               | 29 de novembro de 2017  | 1.3/5                | 6.95                   | 1.0         | 4.19                       | 2.3           | 11.14                        |
| 9  | "Monster"                | 6 de dezembro de 2017   | 1.2/5                | 6.52                   | 1.0         | 4.12                       | 2.2           | 10.63                        |
| 10 | "Rabbit Hole"            | 3 de janeiro de 2018    | 1.4/5                | 6.78                   | N/A         | N/A                        | N/A           | N/A                          |
| 11 | "Confidential"           | 10 de janeiro de 2018   | 1.3/5                | 6.86                   | 1.1         | 4.18                       | 2.4           | 11.04                        |
| 12 | "Captive"                | 17 de janeiro de 2018   | 1.4/5                | 6.66                   | 1.0         | 3.86                       | 2.4           | 10.53                        |
| 13 | "Chasing Monsters"       | 31 de janeiro de 2018   | 1.2/5                | 6.72                   | 1.1         | 4.13                       | 2.3           | 10.85                        |
| 14 | "Anthem"                 | 7 de fevereiro de 2018  | 1.2/5                | 7.25                   | 1.1         | 4.12                       | 2.3           | 11.37                        |
| 15 | "Sisterhood"             | 28 de fevereiro de 2018 | 1.2/5                | 6.09                   | 1.1         | 4.41                       | 2.3           | 10.50                        |
| 16 | "Profiles"               | 7 de março de 2018      | 1.2/5                | 6.62                   | 1.3         | 4.79                       | 2.5           | 11.44                        |
| 17 | "Breaking Point"         | 14 de março de 2018     | 1.2/5                | 6.54                   | 1.1         | 4.26                       | 2.3           | 10.80                        |
| 18 | "Ghosts"                 | 21 de março de 2018     | 1.3/5                | 6.92                   | 1.0         | 4.03                       | 2.3           | 10.96                        |
| 19 | "Payback"                | 11 de abril de 2018     | 1.1/4                | 5.89                   | 1.0         | 4.07                       | 2.1           | 9.96                         |
| 20 | "Saved"                  | 18 de abril de 2018     | 1.2/5                | 6.62                   | 0.9         | 4.00                       | 2.1           | 10.62                        |
| 21 | "Allegiance"             | 2 de maio de 2018       | 1.2/5                | 6.06                   | 1.0         | 3.90                       | 2.1           | 9.78                         |
| 22 | "Homecoming"             | 9 de maio de 2018       | 1.2/5                | 6.34                   | 0.9         | 3.79                       | 2.1           | 10.13                        |

## Lançamento em DVD
| Chicago P.D. – Season Five                                                                                                 | | | | | |
| Detalhes do DVD | Detalhes do DVD | Detalhes do DVD | Características Especiais | Características Especiais | Características Especiais |
| - 22 episódios - 6 discos - Áudio em Inglês (Dolby Digital 5.1 Surround) - Legendas: Inglês, Francês, Espanhol e Português | - 22 episódios - 6 discos - Áudio em Inglês (Dolby Digital 5.1 Surround) - Legendas: Inglês, Francês, Espanhol e Português | - 22 episódios - 6 discos - Áudio em Inglês (Dolby Digital 5.1 Surround) - Legendas: Inglês, Francês, Espanhol e Português | - Episódio crossover com Chicago Fire: - "Hiding Not Seeking" - Parte dois do crossover de duas partes que começa em "Profiles". | - Episódio crossover com Chicago Fire: - "Hiding Not Seeking" - Parte dois do crossover de duas partes que começa em "Profiles". | - Episódio crossover com Chicago Fire: - "Hiding Not Seeking" - Parte dois do crossover de duas partes que começa em "Profiles". |
| Datas de lançamento | | | | | |
| Região 1 | Região 1 | Região 2 | Região 2 | Região 4 | Região 4 |
| 11 de setembro de 2018 | 11 de setembro de 2018 | 1 de outubro de 2018 | 1 de outubro de 2018 | 17 de outubro de 2018 | 17 de outubro de 2018 |